# Lijst van spelers van DOS
Dit is een lijst van voetballers die minimaal één officiële wedstrijd hebben gespeeld in het eerste elftal van de Nederlandse voormalig betaaldvoetbalclub DOS.

## A
- Ben Aarts
- Eddy Achterberg
- Cor Adelaar
- Willem Alen
- Willem van Arnhem

## B
- Jan Barends
- Joop van Basten
- Daan van Beek
- Rudi van den Berg
- Wim van den Bergh
- Rini Block
- Joop van den Bogert
- Louis van den Bogert
- Ries van den Bogert
- Bert Bomers
- Tonny de Bondt
- Arie Bransen
- Sjaak Brokx
- Wim Brouwer

## C
- Jan van Capelle
- Wim Cozijn

## D
- Miklós Dacsev
- Kees van Dongen

## E
- Dick Ducro

## F
- Ger Farenhorst
- Luc Flad

## G
- Jan Gerritse
- Zef Geurten

## H
- János Hanek
- Nico Hardeman
- Arnold van Haren
- Huub van der Heyden
- Co van Hoogen
- Hans Hoogeveen
- Theo Hoogeveen
- Gerrie Hup

## J
- Rinie de Jong

## K
- Wolfram Kaminke
- Piet van Kerkhof
- Jan de Kleijn
- Michel Kruin
- Jacques Koole
- Teus Korver
- Hans Kraay
- Gerrit Krommert
- Leo Kuhnen
- Arie de Kuyper

## L
- Adri Lagendijk
- Dirk Lammers
- Hannes Lammers
- Cor Lammerts
- Henk van Ledden
- Gérard van Leur
- Tonny van der Linden
- György Lipták
- Cees Loffeld
- Cor Luiten

## M
- Piet Mackaay
- Matthias Maiwald
- Pim van de Meent
- Cor de Meulemeester
- Humphrey Mijnals
- Đorđe Milić
- Frans de Munck

## N
- Andries Nagtegaal
- Hennie Nederhand
- Tonnie Nieuwenhuys

## O
- Martin Okhuijsen
- John Steen Olsen
- Piet van Oudenallen

## P
- Bas Peeters
- Johan Plageman
- Louis van Plateringen

## R
- Jan van Renswouw
- Joop Rooders
- Wim Ruitenbeek
- Nol de Ruiter

## S
- Hans Sleven
- Willem Steygerwald
- Ed van Stijn
- Ko Straatman
- Karel Sülzle

## T
- Henk Temming
- Mosje Temming
- Bert Theunissen
- Kees Tukker

## V
- Jan van Veen
- Leo van Veen
- Renze Veenstra
- George in 't Veld
- Branislav Veljković
- Evert Veltmeijer
- Theo Verkuyl
- Henk Verrips
- Hans Visser
- Wim Visser
- Abbes van Vliet
- Gerrit Voges
- Henk Vonk
- Sietze de Vries
- Leo de Vroet
- Boelie van Vulpen

## W
- Gerard Weber
- Hans de Weerd
- Dick Weijman
- Arno Wellerdieck
- Henk Wery
- Toon Westbroek
- Westers
- Jacques Westphaal
- Gerard van Wiggen
- Thijs Wijngaarde
- Jan van der Wint
- Arie Witzand
- Piet Wolff

## Z
- Berry in 't Zand
- Thom van Zijl
- Nico van Zoghel